# Solo Display Team
Solo Display Team (нід. Demoteam) — пілотажна команда Королівських ВПС Нідерландів. Складалася з трьох елементів: F-16 Solo Display Team використовувала винищувач F-16 Fighting Falcon, Apache Solo Display Team — вертоліт AH-64 Apache, а PC-7 Solo Display Team — навчально-тренувальний літак Pilatus PC-7.

## F-16 Solo Display Team
Офіційно представлена публіці 15 вересня 1979 року під час Днів відкритих дверей на авіабазі Твенте (нині аеропорт Твенте). Складалася з відряджених із ВПС пілота, двох інструкторів і семи членів наземного екіпажу. Усі члени були оперативним військовим персоналом і, окрім своїх завдань у пілотажній групі, виконували звичайні службові обов'язки.
Команда брала участь в різноманітних європейських авіашоу, а у 2006 році — на авіабазі Едвардс в США. У 2009 році виграла приз як найкраща демонстраційна команда в категорії реактивних літаків на авіашоу на базі Реймс-Шампань (Франція).
Команда час від часу переходила до іншої бази, і її літак та персонал обирався з відповідної ескадрильї. Після закриття авіабази Твенте у 2005 році, вона по 2009 рік дислокувалася на авіабазі Волкел, у 2010 році — перебазувалася на авіабазі Леуварден, у 2012 і 2013 — знову на Волкел, і на початку 2014 року повернулася на Леуварден.
Єдиної кольорової схеми команда не мала. F-16, який демонструвався до 2009 року (бортовий номер J-055, мав передню частину, пофарбовану в чорний колір, а задню — сірими та сріблястими смугами). З 2009 року його замінив J-015 в жовтогарячій лівреї з намальованим на ній левом більш темного відтінку.
З 2015 року команда не виступала через брак персоналу та обладнання, і 17 грудня 2018 року було оголошено, що її остаточно розформовано.

## Apache Solo Display Team
Використовує чотирилопатевий двомоторний ударний вертоліт AH-64D Apache. Створена у 2002 році пілотами-випробувачами Apache для участі у дні відкритих дверей ВПС, що проводився на їхній авіабазі. Цей виступ мав бути одноразовим, але після шоу було вирішено продовжити виступати й надалі. В липні 2005 року команда виграла «Трофей сера Дугласа Бейдера» на Royal International Air Tattoo. В тому ж році подальші виступи команди було скасовано через оперативне розгортання її учасників в Іраку та Афганістані. У 2010 виступи відновилися, перший з них відбувся у липні на Royal International Tattoo.
Дислокується на авіабазі Гілзе-Реєн. Прикраси на Apache команди являють собою не малюнки, а наліпки, які можна швидко видалити, якщо ударний вертоліт знадобиться для оперативної роботи. Як частина шоу, може використовуватися скидання теплових пасток, якщо подібне буде дозволено організаторами.

## PC-7 Solo Display Team
Створена у 1995 році. Дислокується на авіабазі Вонсдрехт у провінції Північний Брабант. Виступає на навчально-тренувальному літаку Pilatus PC-7, ще один має в ролі резервного. Команда складається з пілота, двох інструкторів і наземного екіпажу. Колірна схема літаків переважно чорна з жовтою лінією вздовж фюзеляжу та хвоста і на нижній і верхній частині крил.
Команда брала участь у європейських авіашоу, але з 2008 року не виступає, оскільки всі літаки PC-7 та інструктори потрібні для навчання в початковій льотній школі EMVO(Elementaire Militaire Vlieger Opleiding).

## Галерея

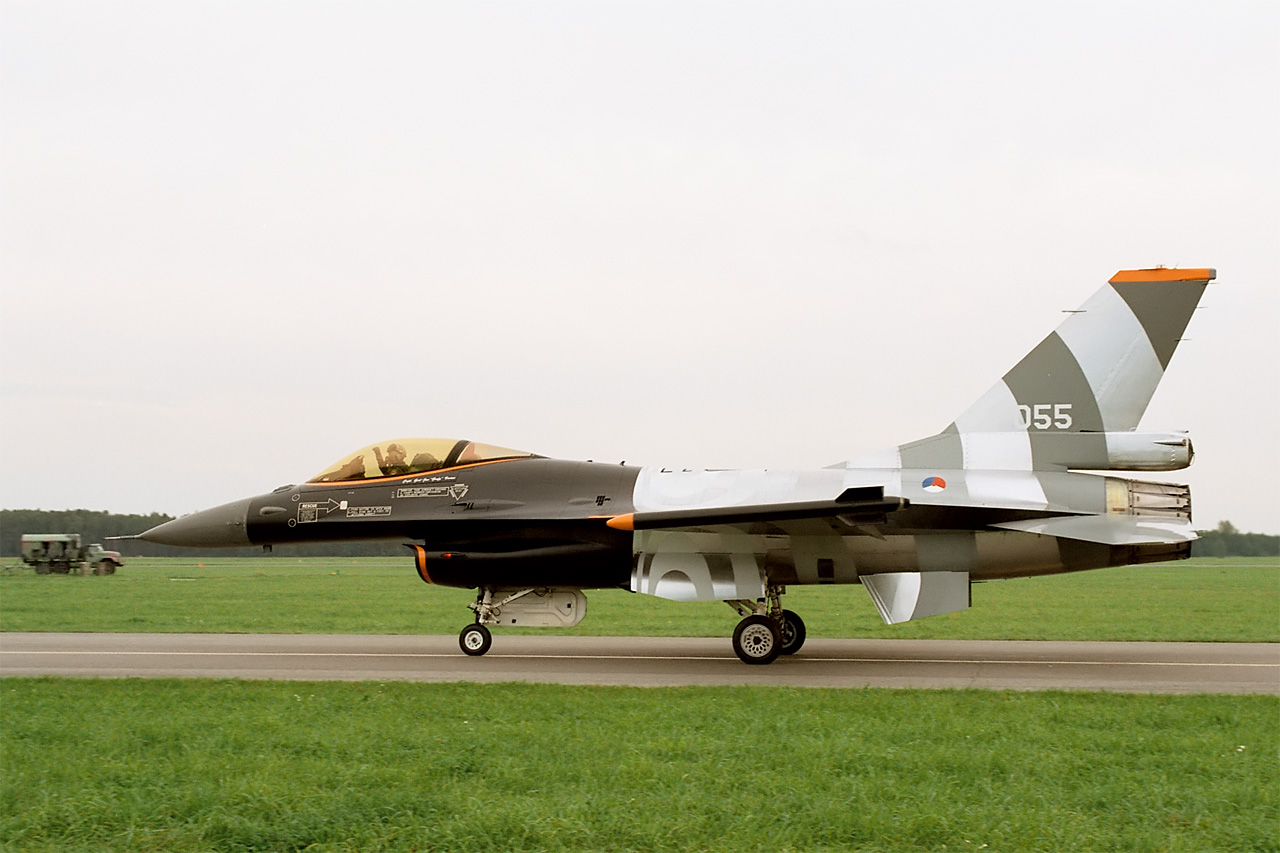
F-16 у лівреї 2005 року
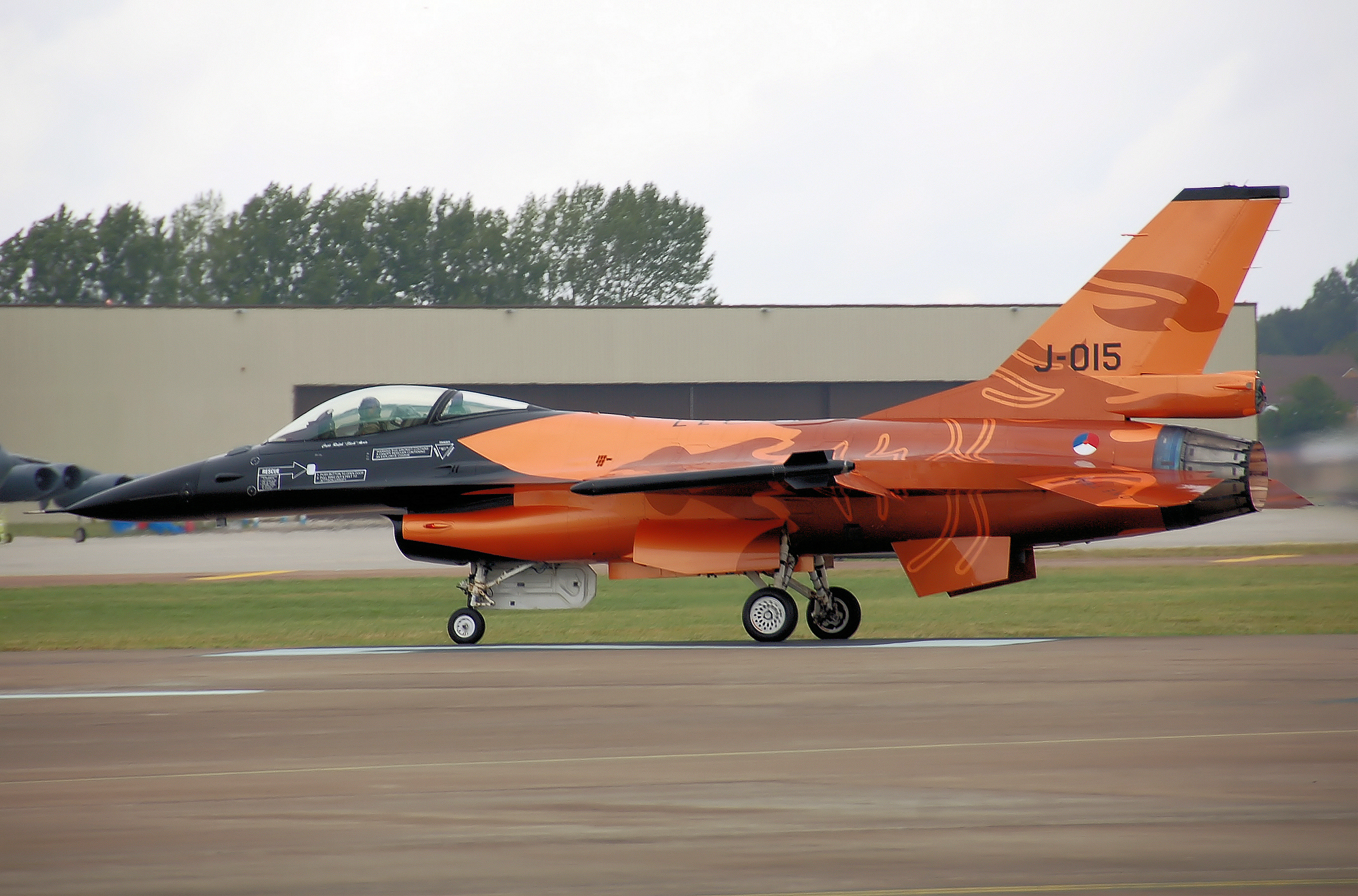
F-16 у лівреї 2009 року
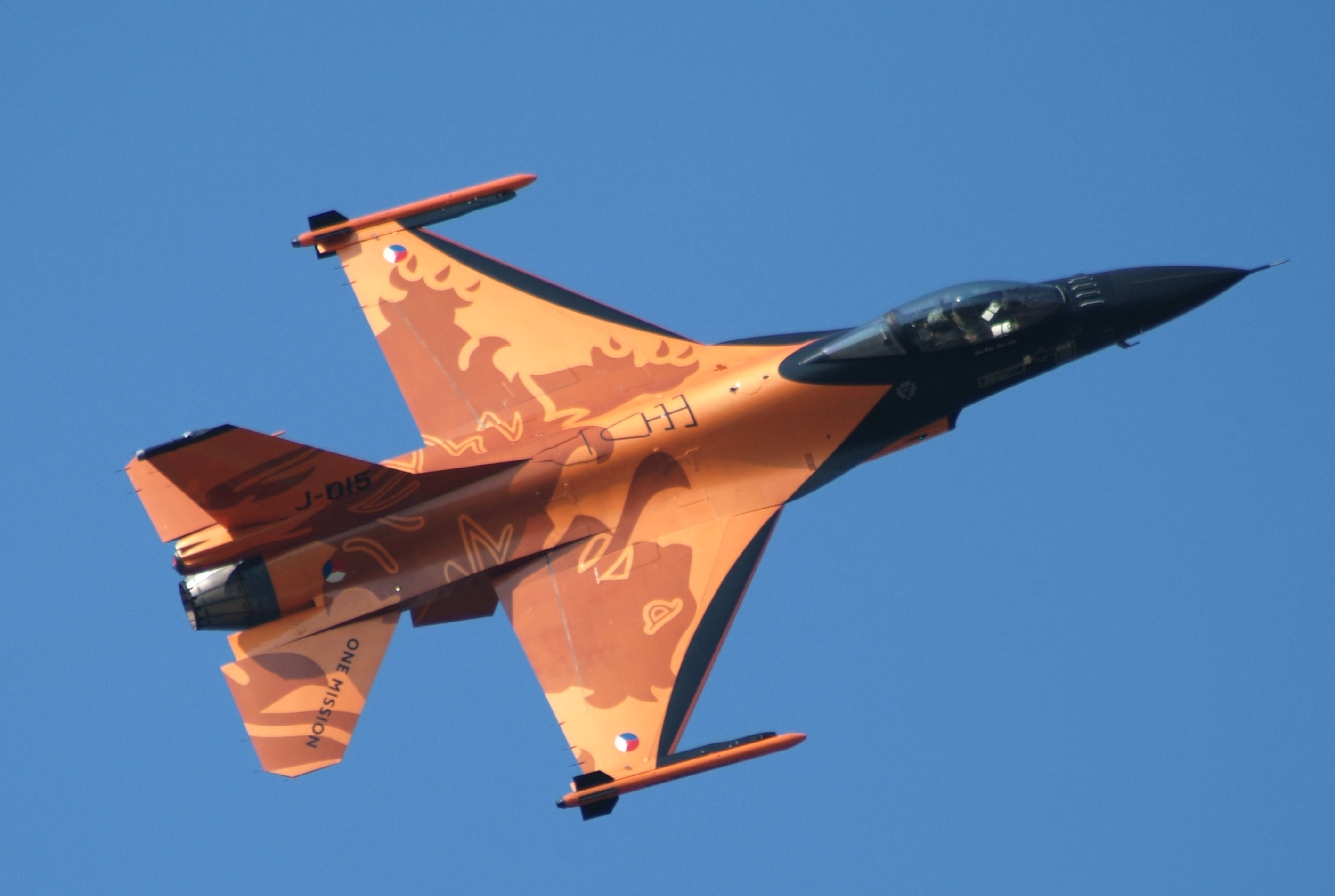
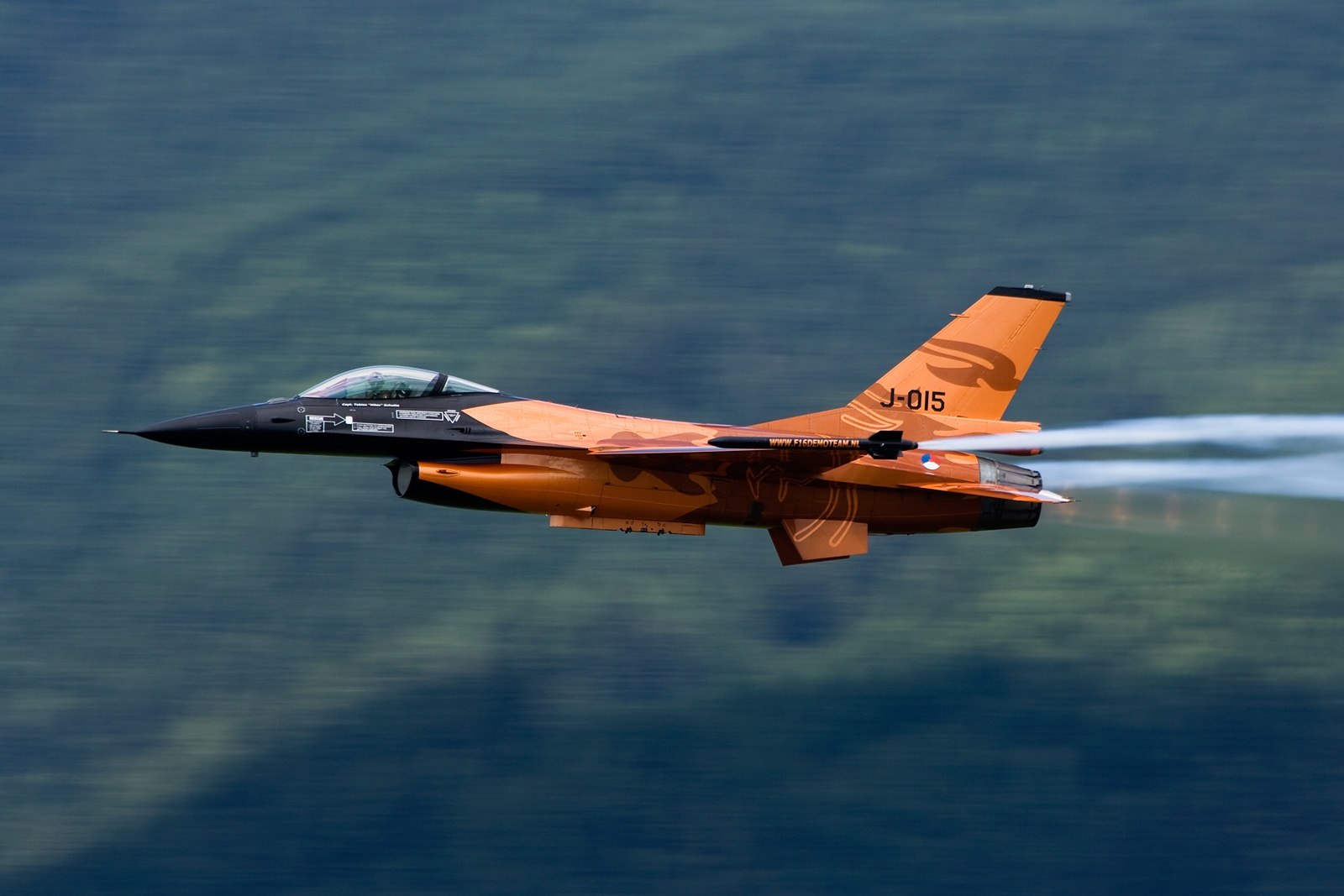
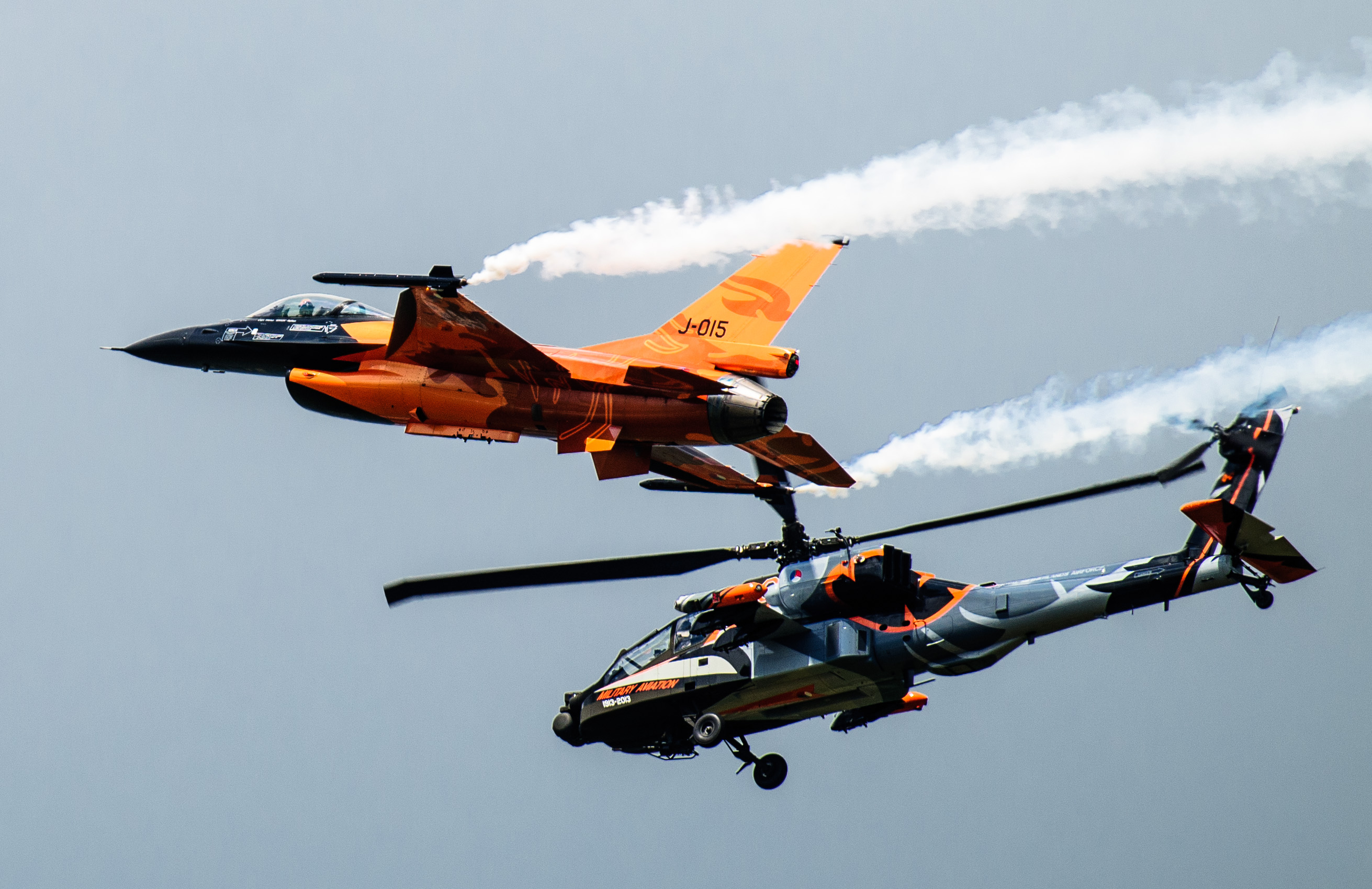
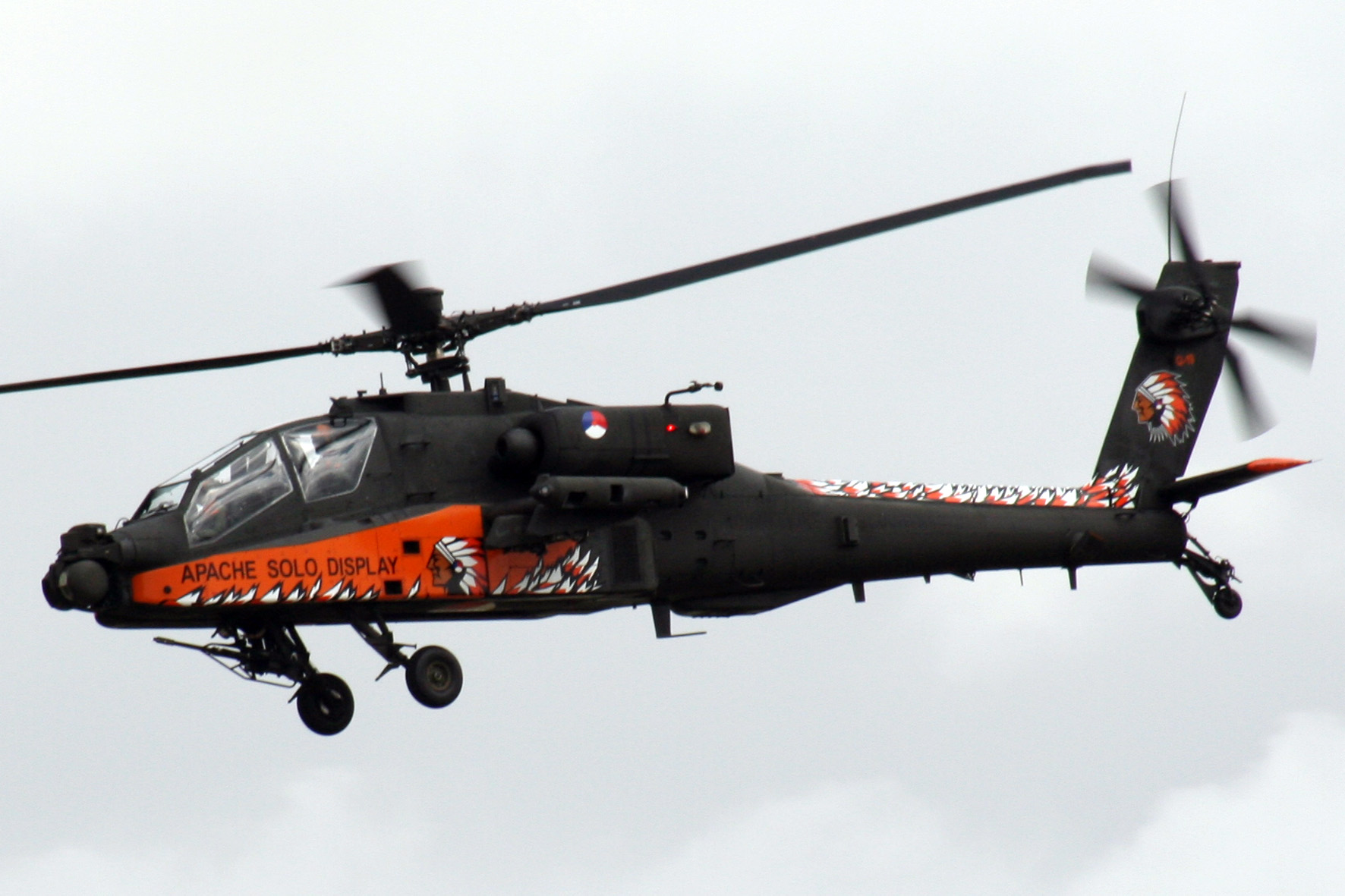
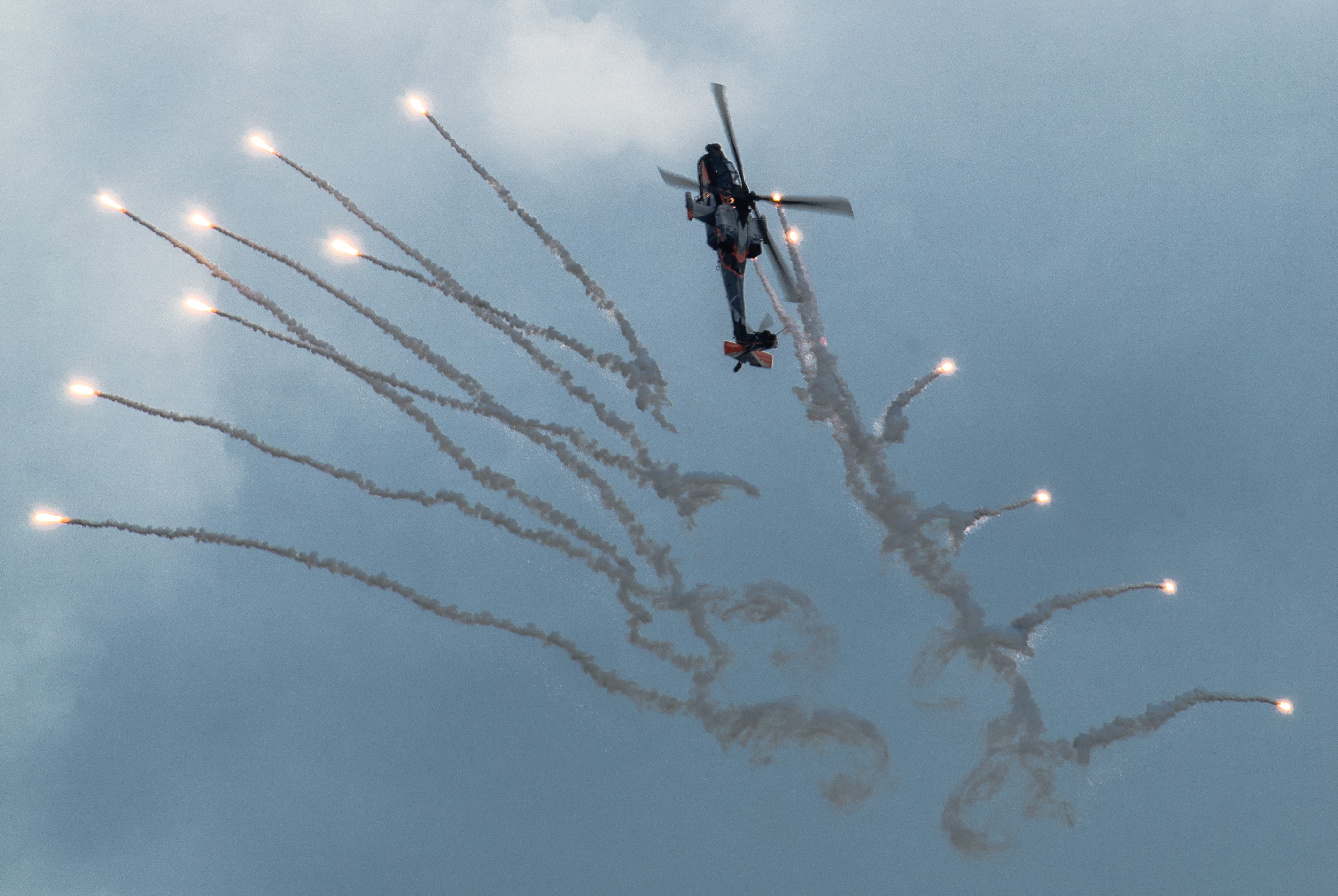
Теплові пастки
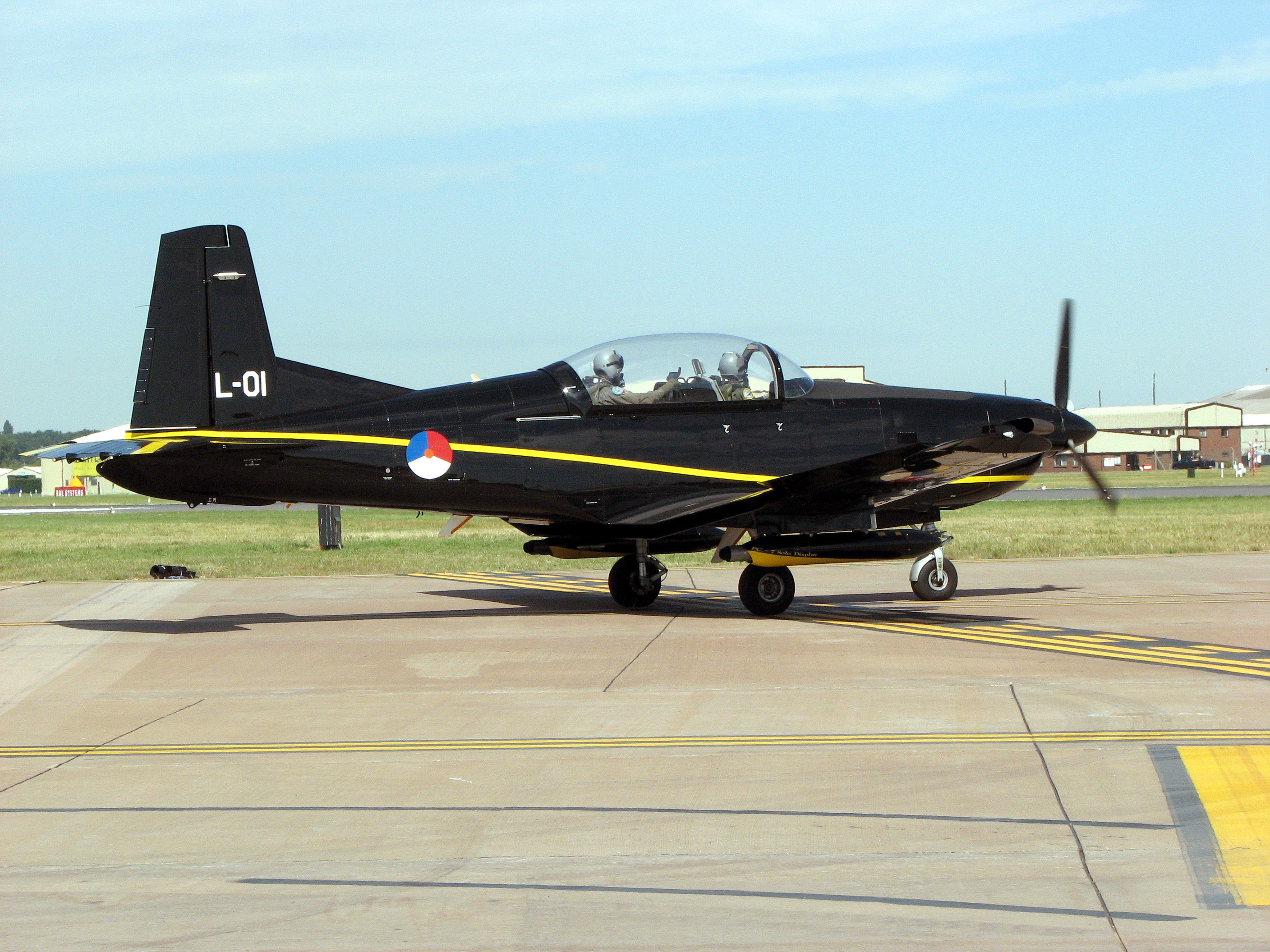
Pilatus PC-7